# Décennie 1680 en arts plastiques
Chronologie des arts plastiques
Années 1670 - Années 1680 - Années 1690
Cet article concerne les années 1680 en arts plastiques.

## Événements
- 1680-1740 : Hochbarock, apogée de l’art baroque autrichien[1].
- 25 octobre 1681 : Antoine Coypel est reçu à l'Académie royale de peinture et de sculpture avec son tableau. Louis XIV se repose dans le sein de la gloire après la paix de Nimègue[2].
- 14 novembre 1685 : la statue équestre de Louis XIV réalisée par Le Bernin à Rome de 1671 à 1677 est rejeté par le roi ; François Girardon la transforme en statue de Marcus Curtius[3].
- 1685 : début de la « campagne des statues » en France ; quinze projets de représentation du roi Louis XIV sont lancés à l'initiative des autorités locales. Cinq statues équestres en bronze sont réalisés à Paris, Lyon, Montpellier, Dijon et Rennes, fondues entre 1690 et 1692 et inaugurées de 1699 à 1726. Quatre statues pédestres sont inaugurées entre 1685 et 1690 à Caen, Poitiers, Paris et Pau[4].

## Réalisations
- 1679-1684 : Persée délivrant Andromède, sculpture en marbre de Pierre Puget[5].
- 1681 : Le Christ et la Samaritaine, toile de Pierre Mignard[6].
- 1682 : 
  - La duchesse de Portsmouth, portrait de Pierre Mignard[7].
  - Présentation de la Vierge au Temple, toile de Charles de la Fosse[8].

- 1682-1687 : Luca Giordano peint les fresques du palais Medici-Riccardi à Florence[8].
- 1684-1687 : Charles Le Brun décore les salons de la Paix et de la Guerre à Versailles[9].
- 1685 : le peintre Andrea Pozzo commence les fresques de la voûte de l’église Saint-Ignace à Rome, monument majeur de style baroque[10].

- 1685-1692 :  François Girardon réalise la statue équestre de Louis XIV pour la place Vendôme. Elle est fondue le 31 décembre 1692 et inaugurée le 13 août 1699[11].
- 28 mai 1688 : Martin Desjardins reçoit une commande de la ville de Lyon pour une Statue équestre de Louis XIV ; fondue en 1694, elle est inaugurée en 1713, puis détruite en 1792[12].

- Vers 1688 : Zéphyr et Flore, toile de Jean Jouvenet[13].
- 1689 :
  - La Famille de Darius ou Les reines de Perse aux pieds d'Alexandre, toile de Pierre Mignard pour le château de Meudon de Louvois[14].
  - Jésus guérissant les malades, toile de Jean Jouvenet pour la Chartreuse de Paris[15].

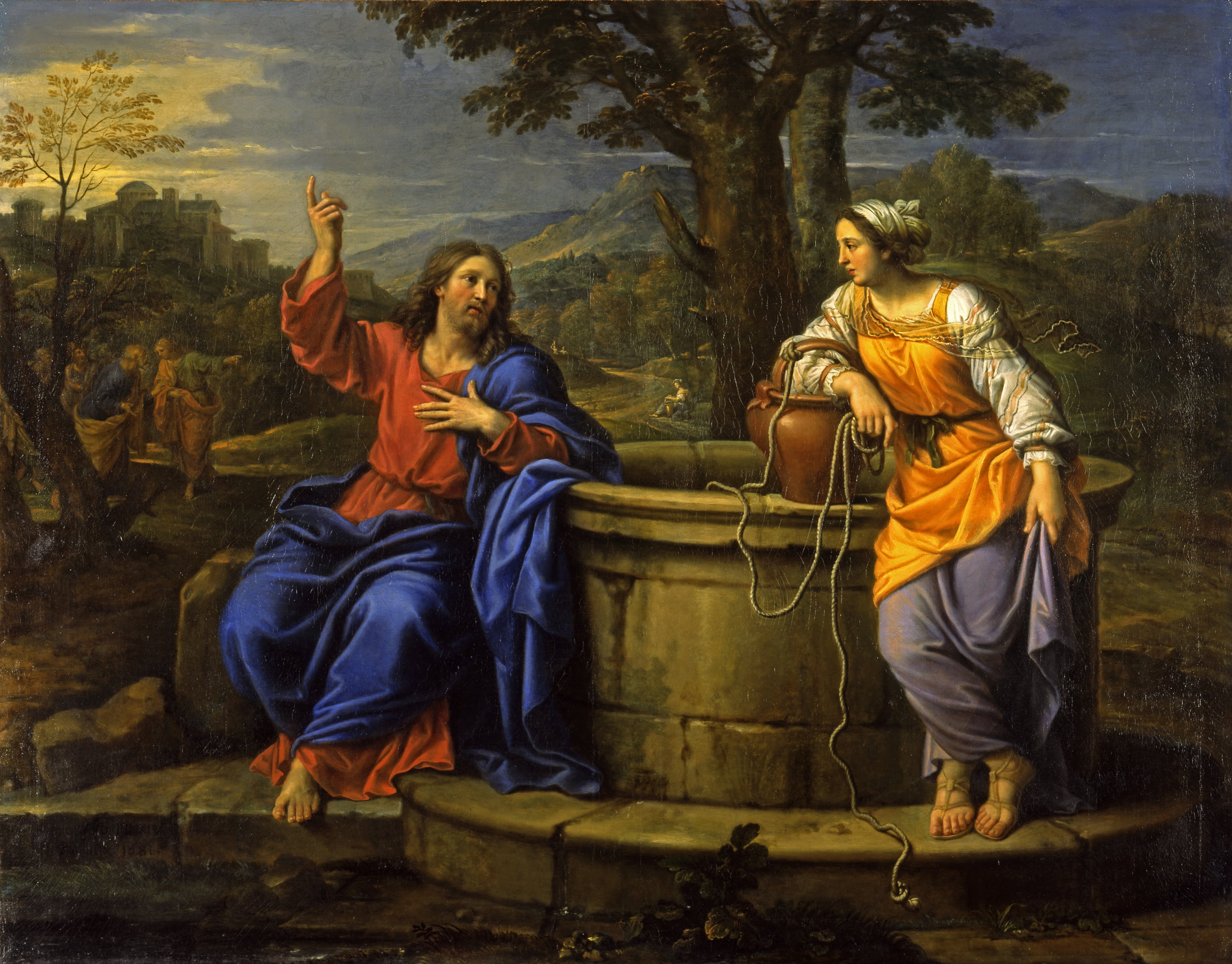
Le Christ et la Samaritaine, Pierre Mignard.
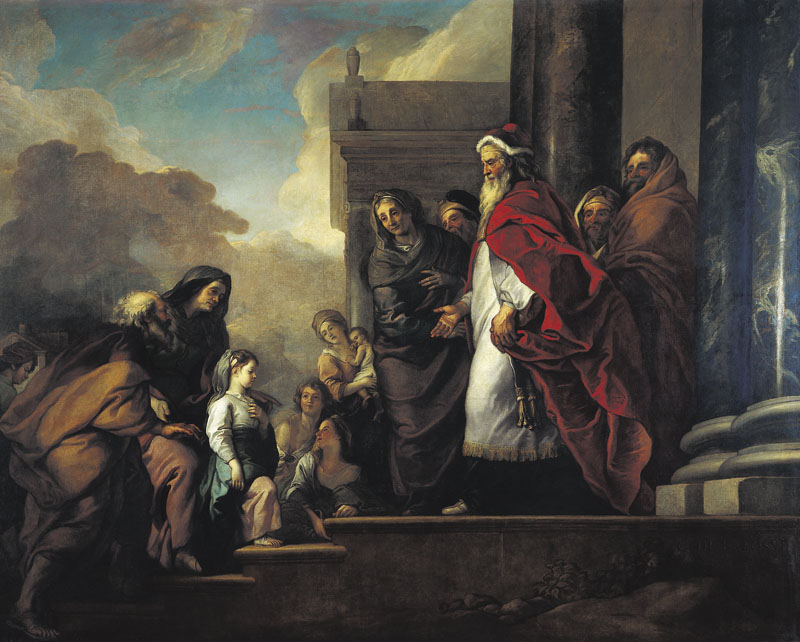
La Présentation au temple, Charles de La Fosse
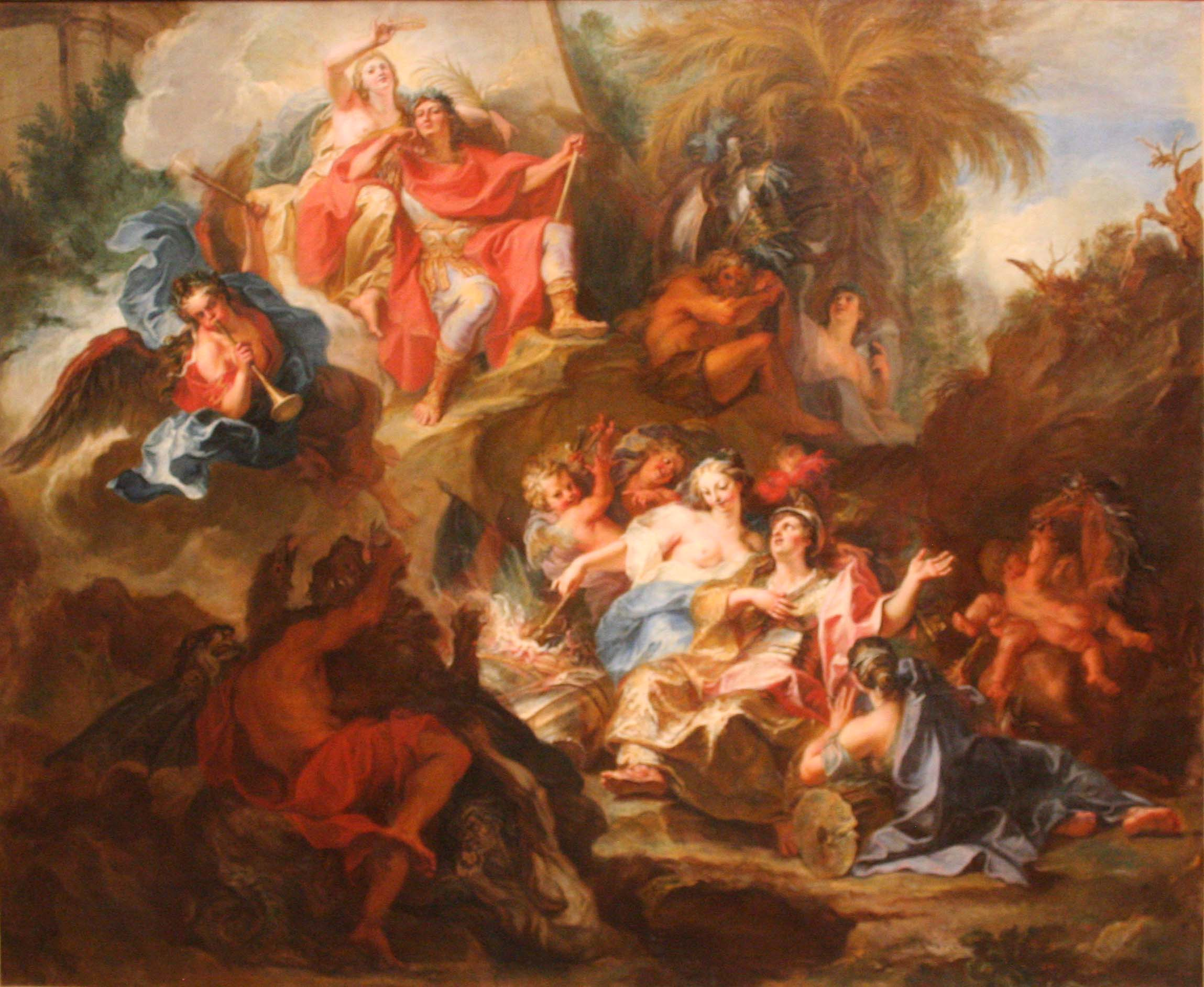
Louis XIV se repose dans le sein de la gloire après la paix de Nimègue, Antoine Coypel
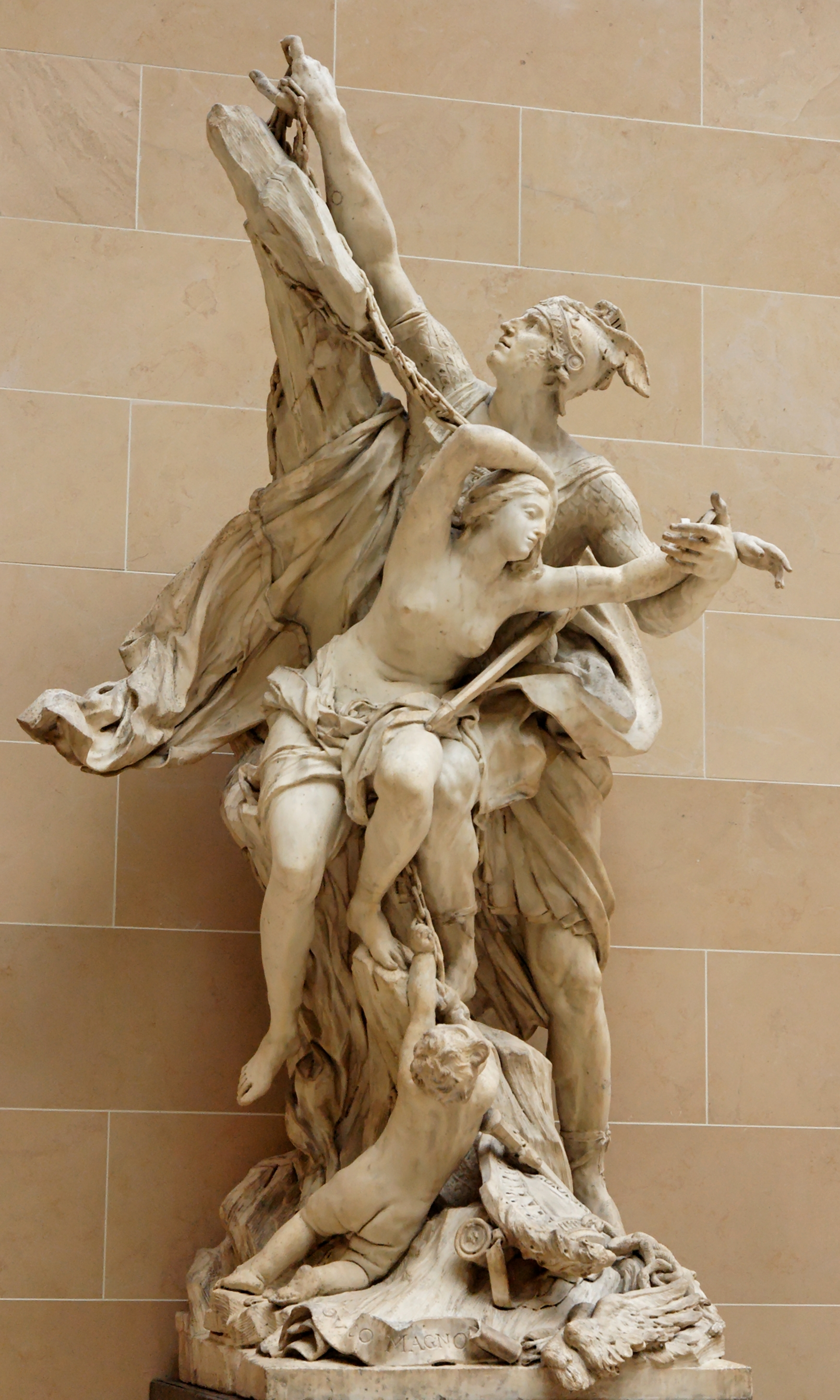
Persée et Andromède, 1684, musée du Louvre
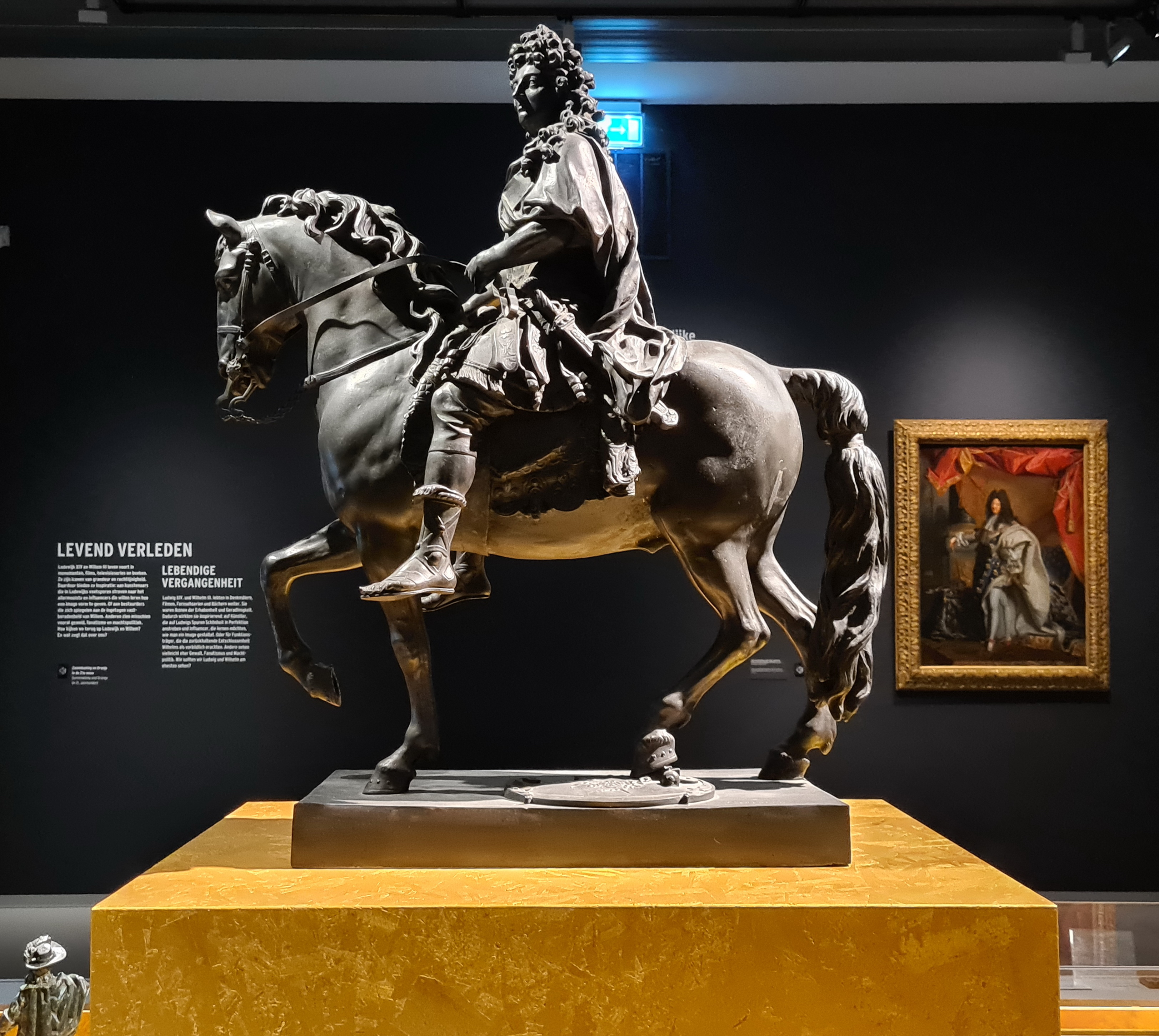
Modéle en bronze de la statue équestre de Louis XIV de François Girardon.
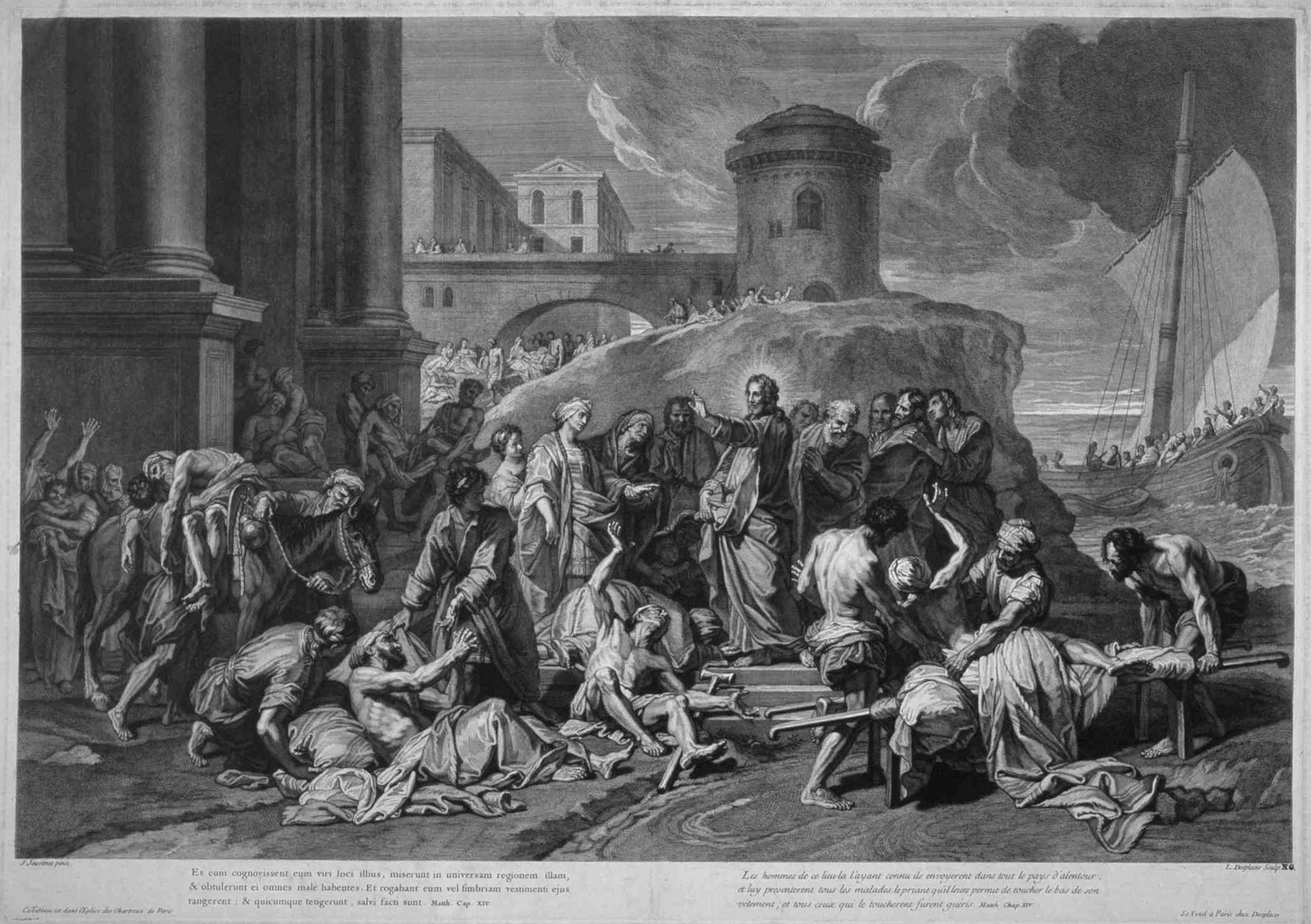
Jésus guérissant les malades, gravure d'après Jean Jouvenet.